# Масал Бугдув
Масал Бугдув — вигаданий молодий молдовський футболіст, який був об'єктом містифікації . Його створив ірландський журналіст Деклан Варлі як соціальний експеримент.

## Історія
Інформація про молодий талант була опублікована в статті The Times під назвою «50 найкращих висхідних зірок футболу», а також у When Saturday Comes і Goal.com. Вона містила сфабриковану передісторію про вундеркінда-підлітка, яка описувалась в ряді блогів, що, як здавалось, були створені різними людьми. Щоб підтвердити достовірність інформації, творці фальсифікації додали її в статті Вікіпедії та підробили повідомлення Associated Press. Помилкова інформація залишалася у Вікіпедії з липня 2008 року по січень 2009 року.
Запис у The Times гласив: «30. Масал Бугдув ( ФК «Олімпія» Бєльці ): 16-річний нападник, найкращий у Молдові, був тісно пов’язаний з переходом в «Арсенал», отримуючи дозвіл на роботу. Його також пов’язували з багатьма іншими топ-клубами».
Пізніше The Times вилучила Масала зі свого списку та опублікувала роз’яснення.  Goal.com надрукував вибачення за згадку про "фантомного вундеркінда Масала Бугдува", заявивши, що інформація надійшла з "фальшивого звіту Associated Press".
Masal Bugduv звучить дуже схоже на ірландську вимову M'asal Beag Dubh (Мій маленький чорний ослик), оповідання ірландськомовного письменника Падрейка О Конейре про нечесного продавця, який намагається продати ледачого осла по завищеній ціні. Джон Бернс із The Sunday Times припустив, що історія О Конейра справді стала джерелом натхнення для всієї містифікації, і що витівка, яка також включала фальшиву молдавську газету під назвою Diario Mo Thon (Щоденник мого віслюка), фактично була сатирою на ринкок футбольних трансферів.
Брайан Філліпс, блогер Runofplay.com, описав у статті для Slate анатомію містифікації,  опублікувавши електронний лист зі свідченням «довгого пояснення процесу створення Бугдува».
У 2017 році ірландський журналіст Деклан Варлі розповів, що створив Бугдува як соціальний експеримент, розчарувавшись тим, що йому довелося просіювати незліченну кількість спекуляцій щодо футбольних трансферів.

## Дивіться також
- Список містифікацій